# Baldramsdorf
Baldramsdorf je naselje in istoimenska občina v okraju Špital ob Dravi na Avstrijskem Koroškem. Nahaja se zahodno od mesta Špital, v južnem predelu doline Lurnskega polja med reko Dravo in gorsko verigo Goldeck. Občino sestavljata katastrski občini Baldramsdorf in Čret (nem:Gschieß), ki sta bili prvič pisno omenjeni že leta 1166. 
Na južnem bregu gore Goldeck se nahajajo ruševine gradu Ortenburg, ki je bil zgrajen med letoma 1093 in 1140 in je bil nekaj časa ortenburških grofov.